# 大帕斯托斯湖

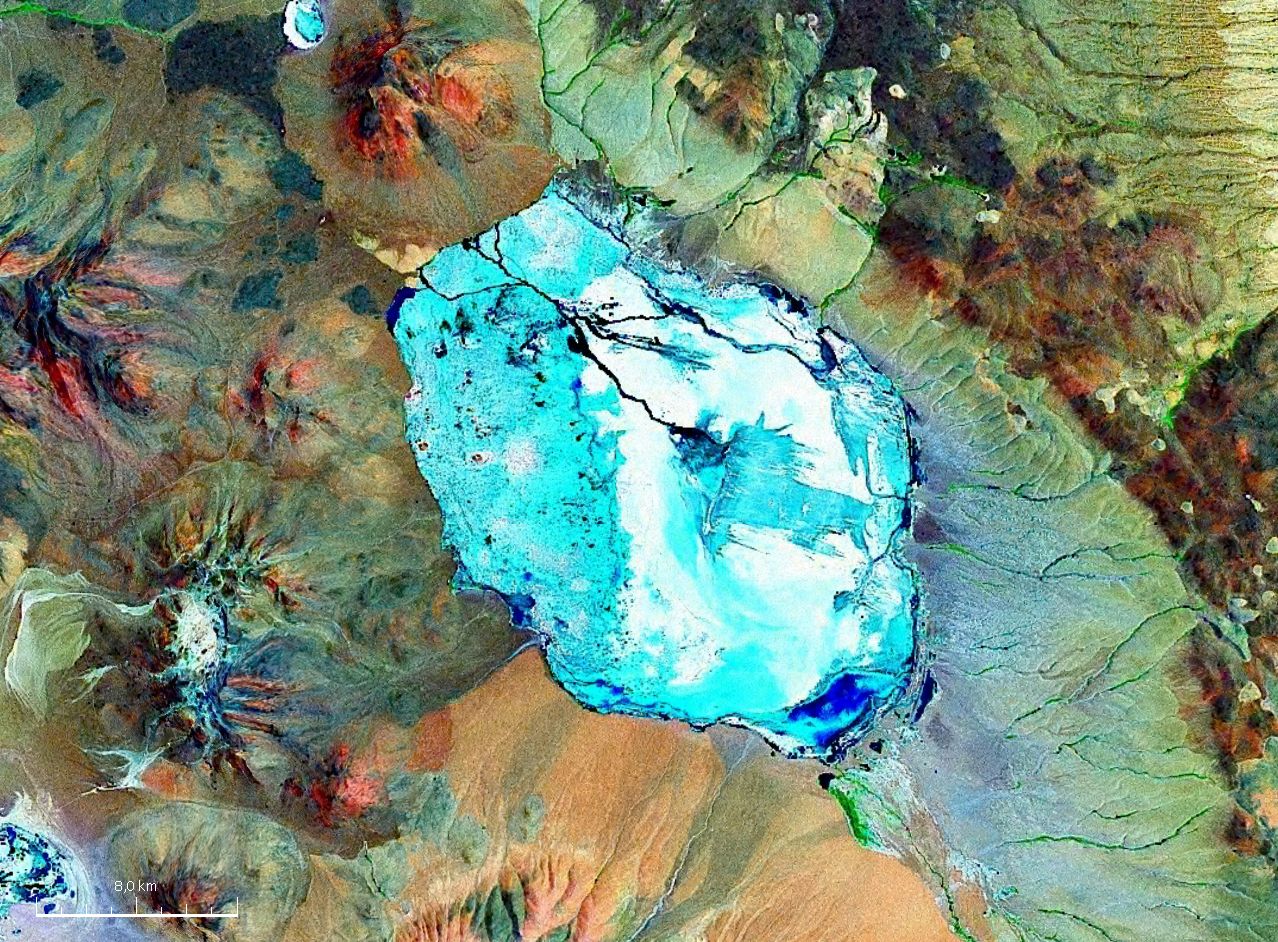

21°38′22″S 67°48′00″W / 21.63944°S 67.80000°W
大帕斯托斯湖（西班牙語：Laguna Pastos Grandes），是玻利維亞的湖泊，位於該國西南部波托西省，長15.3公里、寬10.8公里，面積120平方公里，海拔高度4,330米，湖岸線長度約44公里。